# Waga półśrednia
Waga półśrednia – kategoria wagowa zawodników sportów walki.

## Informacje
Waga półśrednia występuje przede wszystkim w sportach walki. W boksie czy w MMA zunifikowały je największe federacje (w przeciwieństwie do kick-boxingu, w którym nie ma ujednoliconych kategorii, a limity wagowe zależą głównie od danej federacji bądź związku sportowego, w którym zostały ustalone).
Limity wagowe zmieniały się na przestrzeni lat w poszczególnych sportach i aktualnie wyglądają następująco: 
- boks – do 66,6 kg (-147 lb)[1][2],
- boks tajski – ok. 66,6 kg (147 lb)[3],
- kick-boxing[4]:
  - GLORY – do 77 kg (-170 lb)[5],
  - ISKA – do 67 kg (-147,7 lb)[6],
  - WAKO – do 66,8 kg (-147,2 lb)[7],
  - WKN – do 69,9 kg (-154,1 lbs)[8],
- MMA – do 77 kg (-170 lb)[9].